# オホス・デ・ブルッホ
オホス・デ・ブルッホ（Ojos de Brujo）はスペイン、バルセロナ出身の8人編成バンド。オホス・デ・ブルホとも表記される。バンド名は「魔法使いの目」という意味である。ヒップホップとフラメンコが融合した彼らのスタイルを「jipjop flamenkillo」と形容した人もいる。セルフ・プロデュースしたアルバム『バリ』は10万枚売れ、BBCラジオ3の2004年度「ワールド・ミュージック・アワード」でさまざまな賞を受賞した。同賞には2003年にもノミネートされていた。

## 音楽性
彼らの成功で特筆すべきは、レーベルの後ろ盾なしにそれをなしえたことである。デビュー・アルバムの『Vengue』はエデル・レコードから出したが、『バリ』を作る際、レコード会社の重圧から離れ、完全にアーティストの自由に作りたいために、彼らは自らのレーベル『La Fábrica de Colores』を立ち上げた。
フラメンコは明らかに彼らのサウンドの核である。メンバーのラモン・ヒメネスはこう述べている。
しかし、純粋なフラメンコとは違う。それについて、シャビ・トゥルルはこう言っている。
フラメンコ以外に彼らの音楽に影響を与えた音楽を挙げると、アフロ・キューバン、ラップ、ヒップホップのスクラッチングにターンテーブリズム、そしてインド音楽がある。

## メンバー
『テチャリ』発売時（2006年）
- マリーナ・“ラ・カニラス”（ヴォーカル）
- ラモン・ヒメネス（フラメンコギター）
- シャビ・トゥルル（カホン、タブラ、コンガ、パーカッション）
- DJパンコ（スクラッチング）
- セルジオ・ラモス（ドラムス、カホン）
- マックスウェル・ライト（パーカッション、ヴォーカル）
- パコ・ロメーニャ（フラメンコギター）
- ハビ・マルティン（ベース）
- カルリトス・サルデュイ（コンガ）

## ディスコグラフィ
- Vengue （1999年）
- バリ Barí（2002年）
- Barí Remezclas de la Casa（2003年）
- テチャリ Techarí（2006年）
- テチャリ・ライヴ Techarí Live（2007年）（CD/DVD）
- Aocaná (2009)